# Municipio de Kentucky (Kansas)
El municipio de Kentucky (en inglés: Kentucky Township) es un municipio ubicado en el condado de Jefferson en el estado estadounidense de Kansas. En el año 2010 tenía una población de 1746 habitantes y una densidad poblacional de 16,08 personas por km².

## Geografía
El municipio de Kentucky se encuentra ubicado en las coordenadas 39°5′58″N 95°25′11″O / 39.09944, -95.41972. Según la Oficina del Censo de los Estados Unidos, el municipio tiene una superficie total de 108.58 km², de la cual 94,16 km² corresponden a tierra firme y (13,28 %) 14,42 km² es agua.

## Demografía
Según el censo de 2010, había 1746 personas residiendo en el municipio de Kentucky. La densidad de población era de 16,08 hab./km². De los 1746 habitantes, el municipio de Kentucky estaba compuesto por el 94,9 % blancos, el 0,74 % eran afroamericanos, el 1,09 % eran amerindios, el 0,4 % eran asiáticos, el 0,23 % eran de otras razas y el 2,63 % eran de una mezcla de razas. Del total de la población el 1,6 % eran hispanos o latinos de cualquier raza.